# إدوارد سيلفا
إدوارد سيلفا (بالإسبانية: Edward Silva)‏ هو رباع أوروغواياني، ولد في 31 أغسطس 1975.

## وصلات خارجية
- إدوارد سيلفا على موقع أوليمبيديا (الإنجليزية)